# Meursanges
Meursanges település Franciaországban, Côte-d’Or megyében. Lakosainak száma 591 fő (2022. január 1.). Meursanges Ruffey-lès-Beaune, Sainte-Marie-la-Blanche, Chevigny-en-Valière, Combertault, Corgengoux, Marigny-lès-Reullée és Saint-Loup-Géanges községekkel határos.

## Népesség
A település népességének változása:
| Lakosok száma | 262  | 285  | 312  | 445  | 524  | 547  | 557  | 567  | 570  | 591  |
|               | 1968 | 1982 | 1990 | 2006 | 2013 | 2015 | 2017 | 2019 | 2020 | 2022 |